# Броди, Уильям
Уильям Броди (англ. William Brodie), также известный как Декан Броди (28 сентября 1741 года —  1 октября 1788 года) — шотландский краснодеревщик, декан (глава) ремесленной гильдии и член городского совета Эдинбурга, который одновременно вёл тайную жизнь преступника, главным образом ради ярких впечатлений. Стал прототипом главного героя повести Роберта Льюиса Стивенсона «Странная история доктора Джекила и мистера Хайда».

## Биография
Уильям Броди родился в Эдинбурге 28 сентября 1741 года. От отца ему досталось в наследство производство мебели из ценных пород дерева, хороший дом и внушительная сумма. Кроме того, будучи богатым и уважаемым человеком, он входил в состав членов городского совета.
Днём Броди был респектабельным торговцем и деканом (главой) гильдии плотников, которая контролировала мастерские краснодеревщиков. Многие предметы мебели и интерьеров в городе и окрестностях были изготовлены под руководством Уильяма Броди. Среди его знакомых были многие представители местной знати и выдающийся поэт Роберт Бёрнс, а также и художник Генри Реберн. Броди являлся членом престижного клуба Edinburgh Cape Club.
Однако по ночам Броди вёл совсем другую жизнь. Он занимался разбоем и воровством. Бывая днём в богатых домах, Броди получал представление о возможности проникновения внутрь. В том числе и потому, что курировал установку замков и засовов входных дверей. А значит мог тайно делать слепки ключей.
Полученные преступным путём деньги Броди тратил на азартные игры и пятерых детей от двух любовниц (которые не знали друг о друге). По общему мнению, он начал криминальную карьеру около 1768 года, когда скопировал ключи от дверей банка и украл 800 фунтов стерлингов. К 1786 году он сколотил банду из трёх человек: Джона Брауна, вора, сбежавшего из тюрьмы, Джорджа Смита, слесаря, и Эндрю Эйнсли, сапожника.

## Арест и казнь
Преступление, которое привело Броди к разоблачению и гибели, произошло в 1788 году. Он организовал вооружённое нападение на помещение суда в районе Кэнонгейт. Но план Броди провалился. В ту же ночь Браун обратился к властям с просьбой о королевском помиловании, которое было предложено после предыдущего ограбления тем, кто сознается. При этом Браун назвал имена Смита и Эйнсли, но ничего не сказал о роли Броди. Смит и Эйнсли были немедленно арестованы. На следующий день Броди попытался навестить их в тюрьме, но получил отказ. Понимая, что ему лучше покинуть Эдинбург, Броди сбежал в Лондон, а затем в Нидерланды, намереваясь бежать в Соединенные Штаты. Но в Амстердаме его арестовали и отправили обратно в Эдинбург.
Суд начался 27 августа 1788 года. Сначала не было никаких веских доказательств против Броди. Хотя орудия его криминальной жизни (скопированные ключи, маски и пистолеты) были найдены в его доме и мастерских. Но в итоге присяжные признали Броди виновным.
Броди и Смит были повешены 1 октября 1788 года. На казнь собралось посмотреть огромная толпа —  40 000 человек. Согласно одной из легенд, Броди носил стальной воротник и особую серебряную трубку, чтобы предотвратить смертельный исход. Говорили, что он подкупил палача, дабы тот проигнорировал всё это и поскорее отправил «тело» в укромное место. Если так и было, то ничего не получилось. Броди был задушен и похоронен в безымянной могиле. Тем не менее слухи о том, что его видели в Париже и других городах, распространились ещё долгие годы.

## В массовой культуре

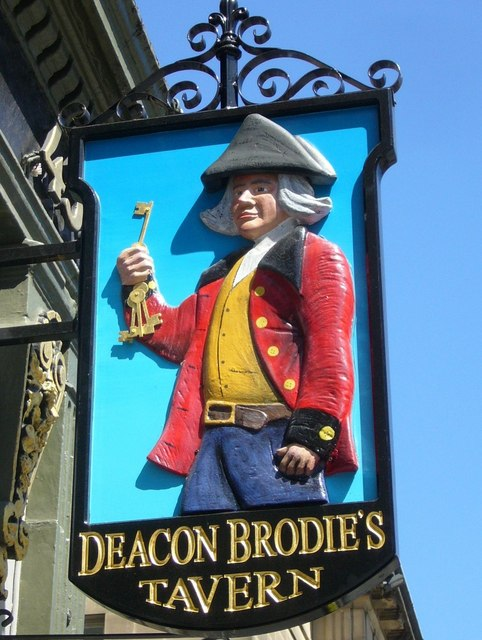
Паб с именем Броди на Королевской миле Эдинбурга

- Согласно популярной легенде, Декан Броди построил первую виселицу в Эдинбурге и сам же стал её первой жертвой. Об этом сюжете Уильям Ругхед в книге «Классические преступления» заявляет, что после изучения всех материалов можно уверенно заявить, что, хотя Декан Броди, будучи главой гильдии плотников и мог иметь какое-то отношение к строительству виселиц, но он точно не первый в Эдинбурге, кто закончил жизнь с петлёй на шее.
- Роберт Льюис Стивенсон, чей отец владел мебелью, сделанной в мастерских Уильяма Броди, написал пьесу под названием «Диакон Броди, или Двойная жизнь», которая не имела успеха. Но писатель был так вдохновлён разницей между респектабельным обликом Броди и его реальной природой, что написал повесть «Странная история доктора Джекила и мистера Хайда», ставшую классикой британской литературы[1].
- Имя Декана Броди носит паб (Deacon Brodie) на Королевской миле Эдинбурга и другой паб, названный «Броди близко» (Brodie's Close) рядом с домом, где жил преступник. Еще два паба с именем легендарного преступника расположены за пределами Шотландии: один в Нью-Йорке, а другой в Оттаве.
- Главная героиня романа «The Prime of Miss Jean Brodie» утверждает, что она потомок Декана Броди. Роман был экранизирован (фильм «Расцвет мисс Джин Броди»).
- В 1989 году эдинбургская рок-группа Goodbye Mr Mackenzie записала трек под названием «Here Comes Deacon Brodie».
- Эпизод «Диакон Броди» присутствует в сериале телеканала BBC «Screen One». В роли Уильяма Броди снялся Билли Коннолли.